# Eduardo Mondlane

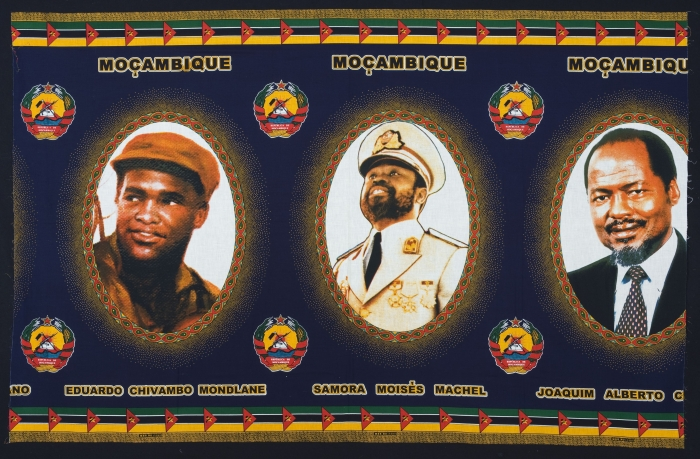
Omslagdoek uit Mozambique. Links: Eduardo Mondlane. (Collectie Wereldmuseum Amsterdam)

Eduardo Chivambo Mondlane (Manjacaze, Gaza District, 20 juni 1920 - Dar es Salaam, 3 februari 1969), was een Mozambikaans politicus. 

## Achtergrond en opleiding
Mondlane was de zoon van een Tsonga-stamhoofd. Hij was de enige binnen het grote gezin die onderwijs genoot. Hij studeerde aan een Zwitserse missieschool en later aan de Amerikaanse Methodistische Agrarische School. Daarna was hij agrarisch instructeur. Hij vervolgde daarna zijn opleiding dankzij een studiebeurs en studeerde daarna in Transvaal aan een Presbyteriaanse school en later (sinds 1948) aan de Witwatersrand University in Johannesburg. In 1949 moest hij echter naar Mozambique (Portugees-Oost-Afrika) terugkeren, vanwege het nieuwe apartheidsbewind in Zuid-Afrika. Mondlane vertrok naar Portugal waar hij aan de Universiteit van Lissabon studeerde. Hij ontmoette Amílcar Cabral uit Guinee-Bissau en Agostinho Neto uit Angola, twee belangrijke vrijheidsstrijders. Na een jaar later stopte hij met zijn studie, vanwege de slechte behandeling van Afrikanen aan de universiteit.
In 1951 begon hij een studie aan de Oberlin College in Ohio. In 1953 studeerde hij af in de antropologie en de sociologie. Later studeerde hij nog aan de Case-Western Reserve University. Mondlane trouwde met de Amerikaanse Janet Rae.

## Voorzitter van het FRELIMO
Terug in Mozambique sloot hij zich aan bij de anti-koloniale beweging. In 1961 vestigde hij zich in Dar es Salaam, de hoofdstad van Tanzania. Hij slaagde erin om in juni 1962 de rivaliserende verzetsgroepen UDE-NAMO, MANU en UNAMI samen te voegen tot één verzetsgroep, FRELIMO (Frente de Libertação de Moçambique). In 1962 werd hij tevens tot voorzitter van het FRELIMO gekozen. Mondlane gold als een pragmaticus die bereid was tot compromissen (ook met de Portugezen, mits zij een humaner koloniaal beleid zouden gaan voeren) en voortdurend werkte aan eenheid binnen het FRELIMO. 
Dankzij Eduardo Mondlanes liberaal en pragmatisch leider verwierf hij zowel de steun van de westerse wereld als van de Sovjet-Unie. Door linkse tegenstanders binnen het FRELIMO werd hij gezien als te gematigd, terwijl rechtse tegenstanders hem te veel op de hand van de USSR vonden.

## Moordaanslag
Op 3 februari 1969 ontplofte er in het kantoor van Mondlane in Dar es Salaam een bom waarbij Mondlane om het leven kwam. De bom was bevestigd onder zijn bureau. Aanvankelijk werden tegenstanders van Mondlane binnen het FRELIMO gezien als de plegers van de moordaanslag, later bleek de bom van Europese makelij te zijn. Uit een onderzoek van Interpol kwamen twee voormalige FRELIMO-leden, die contacten hadden met de Portugese geheime dienst, als verdachten naar voren. Zij zouden de aanslag hebben gepleegd.
Mondlane kreeg een staatsbegrafenis in Dar es Salaam waarbij zijn Amerikaanse vriend en oudstudiegenoot van Oberlin College dominee Edward Hawley de preek verzorgde.
Na de onafhankelijkheid van Mozambique in 1975, wijzigde de nieuwe FRELIMO-regering onder Samora Machel de naam van de universiteit van Lourenço Marques (Maputo) in Universidade Eduardo Mondlane.

## Publicatie over Mondlane
- Tjitte de Vries: Eduardo Mondlane. Een rebel van morgen. Odijk, Sjaloom, 1969. Geen ISBN
- (en)  Eduardo Mondlane. London, Panaf Great Lives, 1972. ISBN 0-901787-24-8
- (de)  Carl Ordnung: Eduardo Mondlane. Gewalt für Gerechtigkeit, Reihe Christ in der Welt, Heft 29, Union Verlag, (Oost-)Berlijn 1971